# 処方箋

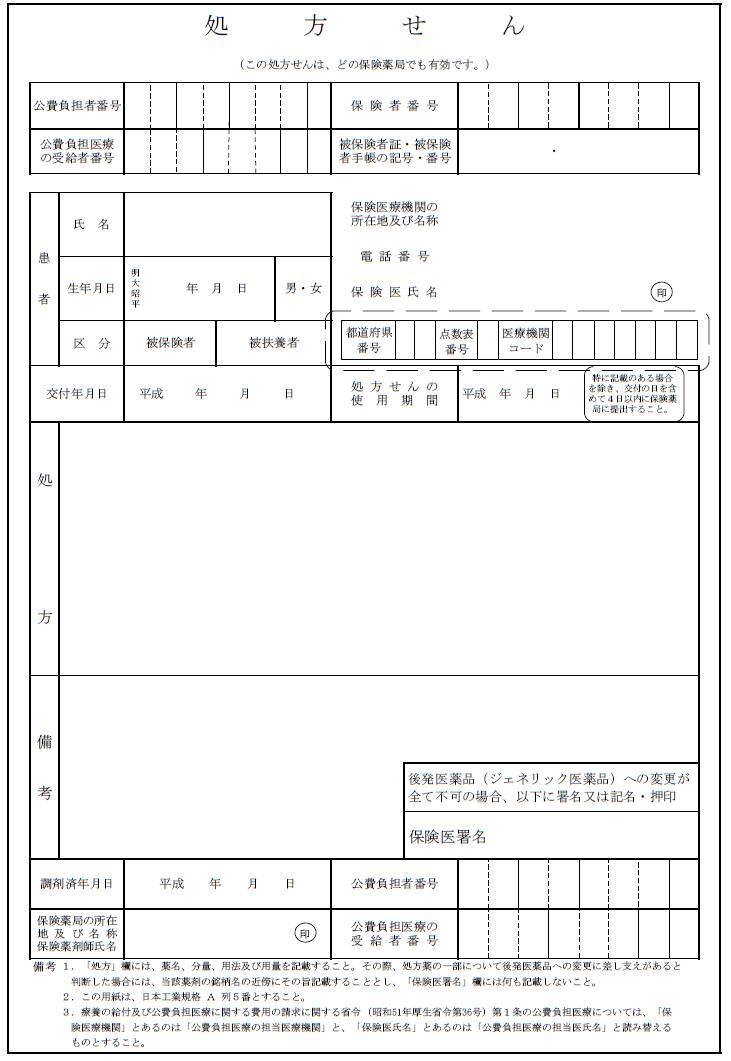
療養担当規則様式第二号で定められた処方箋様式

国際的に処方箋を意味する記号。ユニコードではU+211Eで ℞ と表示される。「#処方箋を意味する記号」参照。

処方箋（しょほうせん、英・仏: prescription, 独: Rezept）とは、診療所や病院などの医療機関にて診察を受け、医師、歯科医師、獣医師が医薬品を処方するために、薬の種類とその服用量、投与方法などが記載された薬剤師が調剤に用いる文書である。一般に、処方箋医薬品はこの処方箋がなければ入手することはできない。
日本において「箋」の字は、2010年に常用漢字となった。そのため、改定前の法令では「処方せん」と表記されるが、常用漢字になって10年以上が経った現在でも、多くの薬局には「処方せん受付窓口」などの表記がある。

## 概要
「クスリはリスク」「薬と毒は紙一重」と言うように、医薬品は、複数の薬の不適切な組み合わせを含めて用法や用量を誤ると危険な場合がある。医師は危険な組み合わせにならないよう注意しながら処方しているが、他の病院や診療所（クリニック）で処方された内容はもちろん調べられないので、患者の独断により危険な組み合わせで服用してしまう場合がある。これを防止するために処方箋を薬局に提出する。薬局では過去に受理した処方箋が残っているので、これを確認することにより、危険な組み合わせになる処方を防止している。
医療機関を受診して会計時に渡されるもののほか、入院患者に対して病院、有床診療所の内部で医師から院内薬局の薬剤師に対して渡されるものがある。その場合は一般的な内服薬や外用薬以外に、注射薬や点滴薬など、医師や看護師による投与が必要な薬品も含まれる。本項目では、主に前者の通院受診の会計時に渡される処方箋について記述する。
日本では診療所等医療機関を受診した場合、遠隔地への転居や旅行などといった特殊な事情がない限り処方箋を発行することは少なかったが、本来医師法22条には処方せんの交付義務が定められており、1990年代以降のいわゆる医薬分業の方針にも基づき、原則として患者は処方箋を渡されて、調剤薬局（保険薬局）へ提出して薬を購入する方式に改める医療機関が多くなった。ただし、それまで通りに直接薬を渡す（院内処方）医療機関も存在する。
現状のシステムでは、処方箋は病院や診療所で受け取り、薬局に提出するだけだが、内容を把握できると医師の不注意に気づきやすくなり、また他の医師にかかるときも服薬状況を正確に述べることができるようになるのでなにかと便利である。お薬手帳もまた、服薬履歴を調査するのに便利である。
特例として、大規模災害が発生した場合には（例：東日本大震災）、薬事法（現：薬機法）第49条第1項の規定における「正当な理由」に該当し、医師等の受診が困難な場合、又は医師等からの処方箋の交付が困難な場合において、患者に対し、必要な処方箋医薬品を販売又は授与することが可能となることがある。

## 処方箋と薬剤師の責任
処方箋は医師から薬剤師に対する「調剤指示書」とされる誤解がある。しかしながら、薬剤師は法的にその処方医の指揮監督下にあるものでは決してなく独立して業務を行う。処方せんとは「一定の資格免許を有する薬剤師に医師が指示書通りの調剤することを要求する」ものであり、一方、薬剤師は「処方せんに疑義があるときには、それを確認した後でなければ調剤してはならない」と薬剤師法24条に定められており、問題がある処方など正当な理由があれば調剤を拒否することが薬剤師法21条により認められている。すなわち、薬剤師は独立した職能として「調剤」に責任をもつものであって、仮にそれが医師の処方箋通りに調剤を行ったものとしても、処方箋の不備があった場合には薬剤師の責任になることがある。

## 「箋」の表記
処方箋の「箋」（せん）は、2005年当時には常用漢字に含まれていなかったため、法令を中心に「処方せん」表記が多用されている。ただし、その後の2010年6月に文化審議会が答申した「改定常用漢字表」では「箋」が常用漢字に追加されている。なお、筆写では「䇳」と書いても差し支えないとされている。

## 記載事項

### 全ての処方箋
医師法などにより、処方せんには以下の事項を記入して交付することが定められている。
- 患者の氏名・年齢 - これは小児や高齢者など、年齢によって適切な投与量が変化するので、処方監査を行う上で重要な事項となる。生年月日に替えることもできる。
- 薬名
- 分量
- 用法・用量
- 発行の年月日
- 使用期間
- 病院もしくは診療所の名称および所在地または医師の住所
- 記名押印または署名

### 保険処方箋
- 性別
- 保険医療機関コード - 保険者が病院、診療所と薬局のレセプトの突合をしやすくし、診療・調剤報酬審査に活用する狙いがあると言われている。

### 麻薬処方箋
麻薬を処方する際には、以下の事項も記載しなければならない（麻薬及び向精神薬取締法）。
- 患者の住所
- 麻薬施用者の免許証番号

### 調剤済み処方箋
調剤済みになった際には以下の事項を記載する（薬剤師法）。
- 調剤済みの旨または調剤量
- 調剤年月日
- 調剤した薬局等の名称および所在地
- 疑義照会した場合は、変更内容や回答

## 電子処方箋
日本では2023年1月26日から、電子処方箋の運用が始まった。厚生労働省は2013年3月、紙の文書を不要にする処方箋の電子化を進めるために、2015年から2016年までに法令改正の構想があることが発表していた。処方箋の電子化は過剰な診療や処方を削減する目的がある。
厚生労働省によれば、全国の医療機関や薬局で電子処方箋を導入しているのは1万3135か所（2024年2月4日時点）。このうち病院が32か所しかないことが2024年2月9日、厚生労働省の専門家部会で報告された。全面導入を2025年3月までに行うことを目標としていたが、2025年5月になっても導入率は32.7%と普及が進まない。
電子政府の先進国であるエストニアでは、日本より10年以上早く電子処方箋を導入済みである。

## サイズ
用紙のサイズは、日本産業規格（JIS）規格のA列5番（いわゆるA5用紙）サイズと記載様式とともに決まっているが、A4サイズ片面印刷で、右片にA5印字の際の裏面相当の部分のみ記載すれば同様に対処可能で、各調剤薬局の自動受付機に処方箋用紙投入の際も、A5サイズに折りたたんで投入できるように配慮すれば対処可能としている。

## 有効期限
保険処方箋の有効期限は、無記入の場合は発行日を含めて原則4日である（日曜祝日もカウントされる）。この期間が過ぎると処方箋としての効力を失い、これによって調剤をすることはできなくなるため、医療機関にて再発行を受けなければならない。疑義照会での延長は原則認められていない。これは4日も経てば患者の容態も変化し、本当に投薬が必要かどうか再考しなければならない事もあるからである。
当然、薬の在庫を切らしている場合もある。また、需要がほとんどなく常備がない場合には取り寄せでの対応になる。その場合には後日受け取りになるが、有効期限内に処方箋を提出すれば有効期限超過後でも受け取ることができる。
長期の旅行で薬局に行けない場合等に、あらかじめ有効期限が延長されている（有効期限欄に日付が記載されている）処方箋を発行してもらえることもある。診察時に医師等に相談すると良い。

## 処方日数制限
保険処方箋の場合、原則的には麻薬や向精神薬や新薬は14、30、90日のいずれか処方日数の制限がある。

### 保存義務
処方箋は薬剤師法第28条により、調剤を完了してから3年間の保存義務がある。

## 処方の内容

### 筆記による表記
細かい文体は、医療機関や医師によって差がある。
例：アローゼン (0.5) 2P 2×朝夕食後 14TD
読み方：アローゼン0.5gの2包を2回に分けて朝夕14日分
この文章の意味は、アローゼンという1包0.5gの粉薬を1日2包 (2P)、朝夕で2回 (2×) に分けて飲むを14日分ということである。
他によく使われる記号としては、Tがタブレットすなわち錠剤、Cがカプセルのことである。また、×の代わりに分という記載をすることもある。服薬歴を聞かれた場合には、日本では基本的に1日の総量で記載する。上の例ではアローゼンを1日に2包=1gとなる。しかし、処方箋に統一した書き方が存在せず、様々な表記法を知らねば対応は困難である。日本語・ドイツ語表記では1日量を、ラテン語表記では1回量を用いる。
その他の、以前にはよく見られた表記を挙げる。
- M: ドイツ語の朝 Morgen
- N: ドイツ語の昼食後 Nachmittag
- A: ドイツ語の夕方 Abend
- ndE: ドイツ語の毎食後 nach dem Essen
- vds: ドイツ語の就寝前 vor dem Schlafen
- bid: 一日二回投与 ラテン語 bis in die
- tid: 一日三回投与 ラテン語 ter in die
- qid: 一日四回投与 ラテン語 quarte in die
- hs: 就寝前 ラテン語 hora somni
- do. : 英語 ditto (=the same) の略語。ラテン語の dicere（言う） → イタリア語 dire（言う）の過去分詞 detto から英語に変化したものと考えられている。

### 疑義照会
疑義照会（inquiries）とは、薬剤師が問題がある、確認が必要と判断した処方について、処方箋を発行した医師に確認を行う業務である。薬剤師法第24条により、処方箋中に疑わしい点がある場合は照会できるまで調剤してはならないと規定されている。
また、保険診療における処方箋の場合、処方した保険医はこの疑義照会には適切に対応しなければならないと定められている。

## 処方箋発行料
医療機関では、投薬料（処方箋発行料）として、2024年5月までは68点が、2024年6月以降は60点が加算される（通常は、救急医療などのケースを除き1点10円で換算されるため、10割負担で680円および600円相当）。

## 偽造処方箋
処方箋の偽造事件がときおり発生している。ほとんどは向精神薬の詐取が目的で、このような場合カラーコピーなどを用いて偽造・変造されている。このほかにも、薬が足りないからと患者自身が変造する意図なく訂正したりするような事例もあり、保健所などが注意を呼びかけている。
いずれも、有印私文書偽造・行使、詐欺、麻薬及び向精神薬取締法違反などの罪で処罰される可能性がある。

## 問題点
薬学教育では、処方箋の読み方を実習前に行われる教育の一貫として教わっている。他方で、医学教育では処方箋の書き方を教わらない。このため、まだ医師として日が浅く未熟な研修医や後期研修医は疑義照会の対象となることが、新任薬剤師を含め薬剤師（特に病院薬剤師）にとっては業務の負担となっている事例が多い。最近では処方オーダリングシステムの普及に伴い、とても単純な疑義照会（例えば、散剤の単位が mg と g で誤っていることが多い）が非常に増えているのが問題となっている。
用法・用量の記載では、1日量と1回量の記載が未だに統一されていない。現状では1日量記載の方が業務上で効率的かつ迅速に調剤が行えるため、多くの現場で支持が得られている。
薬局薬剤師はドラッグストア薬剤師や病院薬剤師とは異なり、病院や診療所などの医療機関との連携や伝達がうまく行かず、疑義照会の機会が増加しているのが現状である。

## 処方箋を意味する記号
処方箋を表す記号 "℞" は、16世紀の書類に「受け取れ」という指示を意味する後期ラテン語 "recipe" の略語として登場する。中世の処方箋は医師から薬屋に対し、ある材料を「受け取って」特定の方法で配合するように指示するものであったことによる。この語は、レシピの語源でもある。
当初は "Rc" と略されていたが、"R" の右下の脚の部分に省略を意味する斜線をつけて "℞" と表記するようになった。"Rx" のように書かれることがあるが、由来からするとこれは誤りである。この記号の由来について、ホルスの目との関連や、南欧古代神話のゼウス（ギリシア神話）やユーピテル（ローマ神話）を意味する記号 "♃" との類似性を指摘する説があるが、これらには客観的な証拠がない。

### 符号位置
| 記号 | Unicode | JIS X 0213 | 文字参照         | 名称 |
| ---- | ------- | ---------- | ---------------- | ---- |
| ℞    | U+211E  | -          | &#x211E; &#8478; |      |